# Pietro Tacchini

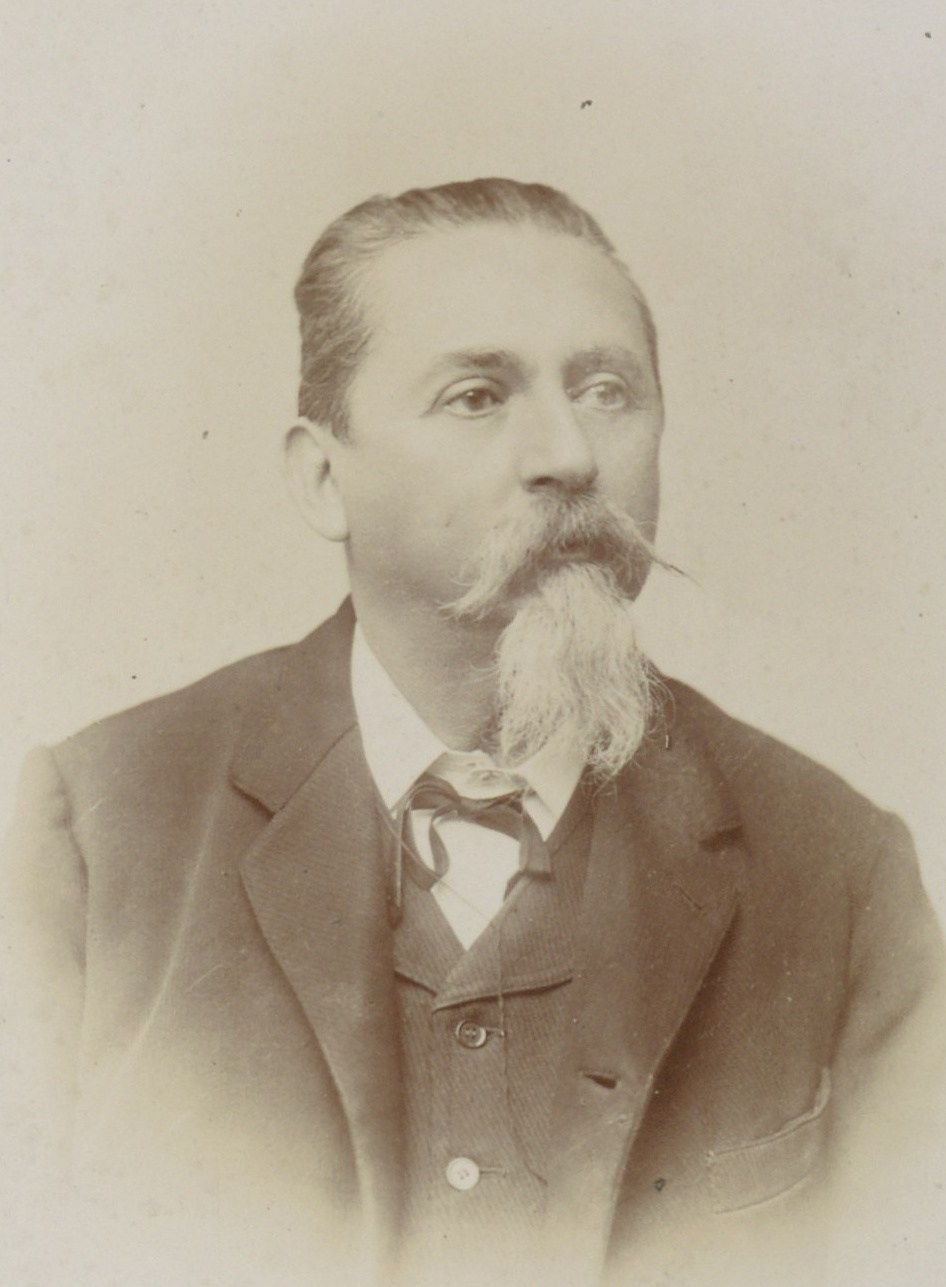
Pietro Tacchini

Pietro Tacchini (* 21. März 1838 in Modena; † 24. März 1905 in Spilamberto) war ein italienischer Astronom.

## Leben
Pietro Tacchini studierte an mehreren italienischen Universitäten und wurde 1859 Direktor der Sternwarte von Modena. Seit 1863 beschäftigte er sich an der Sternwarte Palermo hauptsächlich mit der Beobachtung der Sonne und wurde 1879 Direktor der Sternwarte des Collegium Romanum sowie des meteorologischen Zentralbüros in Rom.
Tacchini machte sich besonders durch astrophysikalischen Beobachtungen und Forschungen verdient. Mit Angelo Secchi gründete Tacchini 1871 zwecks systematischer spektroskopischer Beobachtung der Sonne die Italienische Spektroskopische Gesellschaft, in deren Schriften er seitdem die Ergebnisse seiner Untersuchungen veröffentlichte. 1874 beobachtete er den Venusdurchgang in Indien und unternahm mehrere Expeditionen zur Observation totaler Sonnenfinsternisse.
Tacchini erhielt 1888 die Rumford-Medaille.
Pietro Tacchini starb am 24. März 1905 in Spilamberto. Nach ihm wurde der Mondkrater Tacchini sowie am 8. August 1998 der Asteroid (8006) Tacchini benannt.